# Saint-Thibault (Aube)
Saint-Thibault è un comune francese di 551 abitanti situato nel dipartimento dell'Aube nella regione del Grand Est.

## Società

### Evoluzione demografica
Abitanti censiti